# Kuślin
Kuślin è un comune rurale polacco del distretto di Nowy Tomyśl, nel voivodato della Grande Polonia.
Ricopre una superficie di 106,31 km² e nel 2004 contava 5 579 abitanti.